# Canariellanum palmense
Canariellanum palmense är en spindelart som beskrevs av Jörg Wunderlich 1987. Canariellanum palmense ingår i släktet Canariellanum och familjen täckvävarspindlar.
Artens utbredningsområde är Kanarieöarna. Inga underarter finns listade.